# Johan-Sebastian Christiansen
Johan-Sebastian Christiansen (ur. 10 czerwca 1998) – norweski szachista, arcymistrz od 2018 roku.

## Kariera szachowa
W 2022 roku zwyciężył w turnieju Colonia de Sant Jordi Chess Festival, z wynikiem 7,5 pkt. Reprezentował Norwegię na olimpiadzie w 2018 roku, zdobywając 6 pkt z 9.
Najwyższy ranking w dotychczasowej karierze osiągnął 1 maja 2024 roku, z wynikiem 2651 punktów.